# Journal of the Bombay Natural History Society
Journal of the Bombay Natural History Society (abreviado J. Bombay Nat. Hist. Soc.) es una revista con ilustraciones y descripciones botánicas que e editada en Bombay desde el año 1886.